# Đài danh vọng quần vợt thế giới
Đài danh vọng quần vợt thế giới (International Tennis Hall of Fame) nằm ở Newport, Rhode Island, Hoa Kỳ. Là nơi vinh danh các tay vợt và những người có công đóng góp cho môn quần vợt.

## Lịch sử

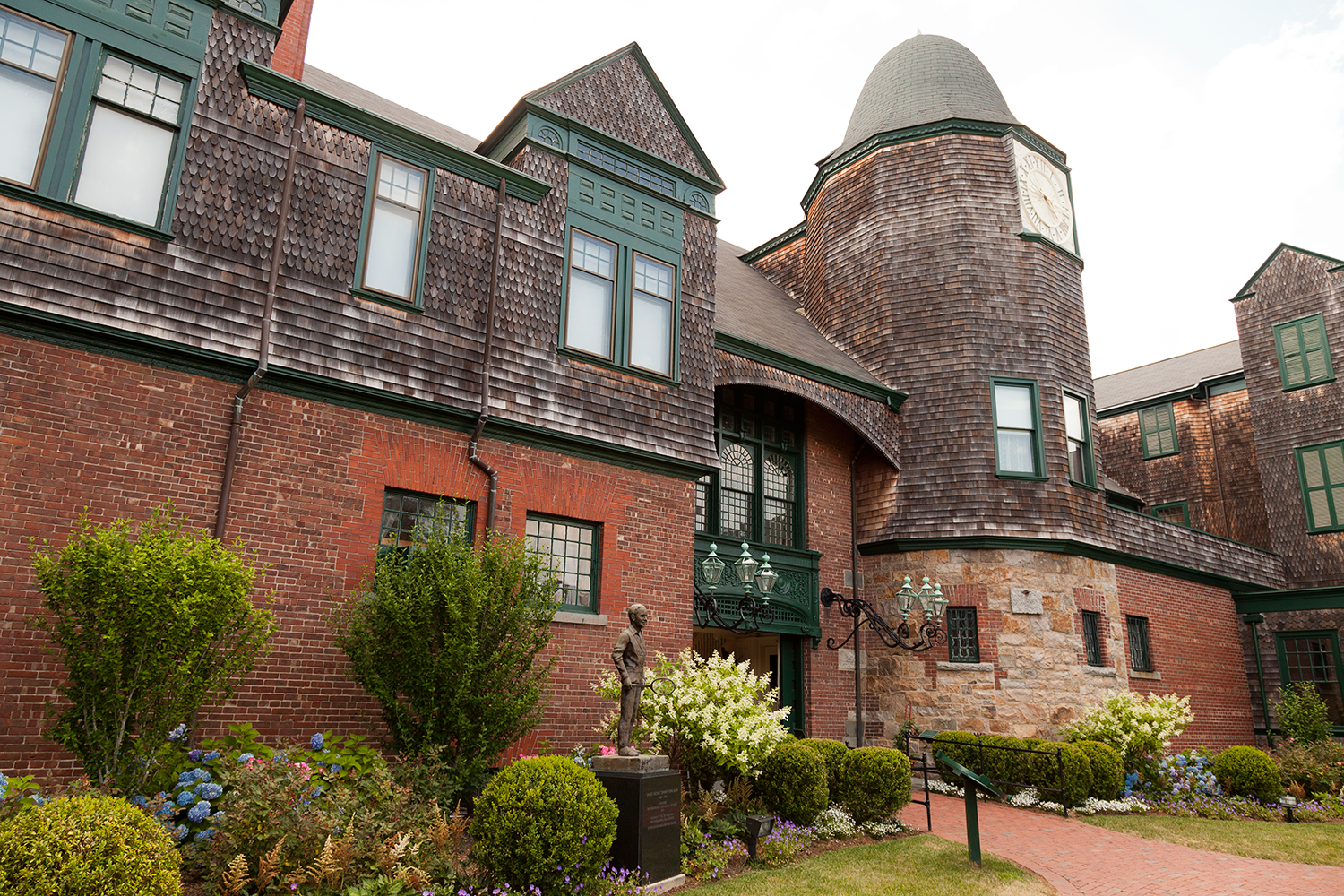
Sân trong

Hội trường và bảo tàng nằm trong Newport Casino, được hoàn thành vào năm 1880 bởi James Gordon Bennett, Jr. Ban đầu nó là một khu nghỉ mát dành cho những người giàu có.
Hiệp hội quần vợt sân cỏ Hoa Kỳ tổ chức giải vô địch đầu tiên của mình tại Newport Casino năm 1881, và tiếp tục đến năm 1914, theo đó quần vợt đã trở thành điểm thu hút tại khu nghỉ mát. Năm 1954, Jimmy Van Alen thành lập bảo tảng, nơi vinh danh quần vợt trong Casino.

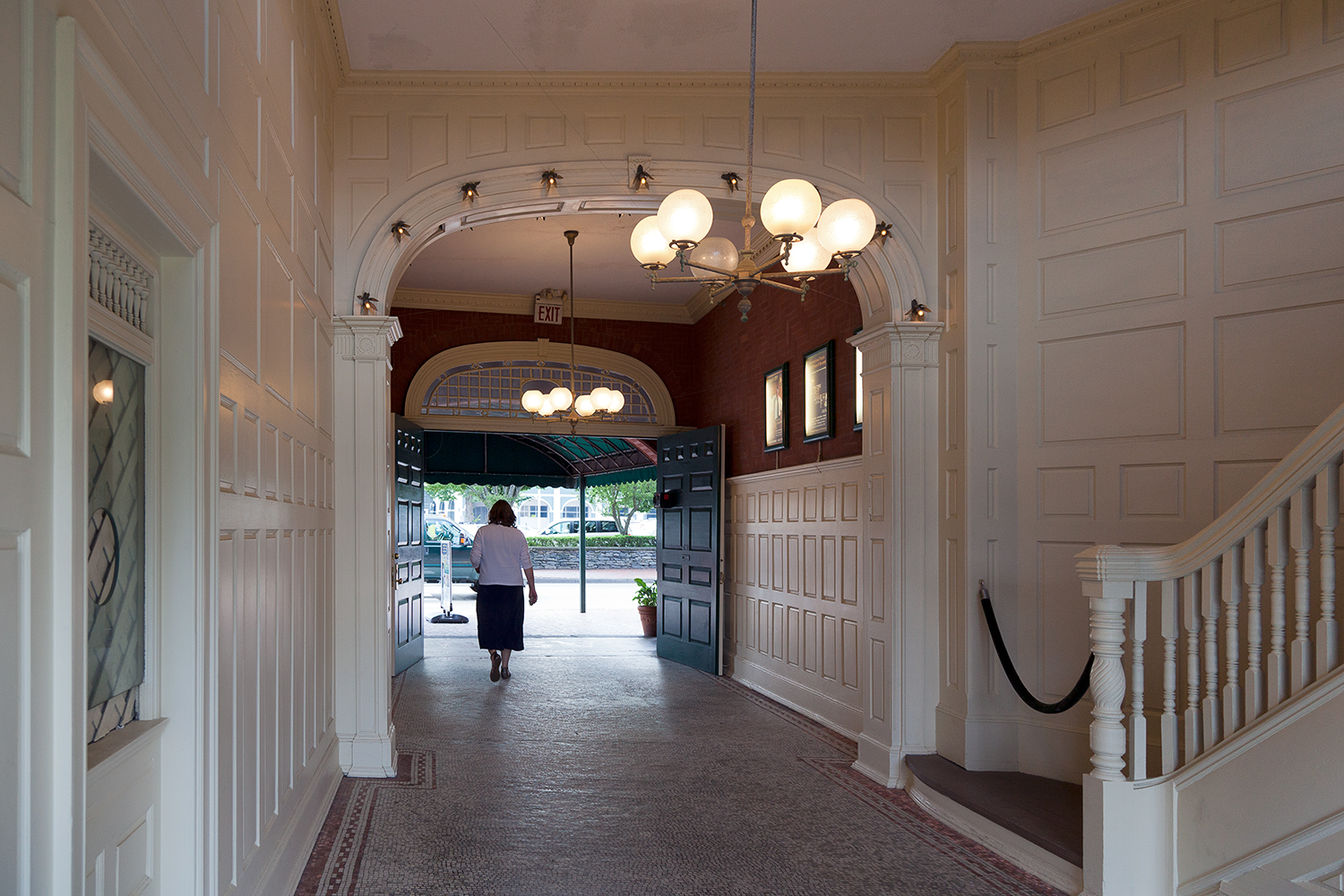
Lối vào

International Tennis Hall of Fame được chính thức thừa nhận bởi Hiệp hội quần vợt Mỹ trong năm 1954, và được công nhận bởi Liên đoàn quần vợt Quốc tế trong năm 1986. Những thành viên đầu tiên được vinh danh vào năm 1955; đến năm 2010, đã có 218 thành viên từ 19 quốc gia được vinh danh tại đây.

## Bộ sưu tập
Bảo tàng có một bộ sưu tập lớn các hiện vật và kỷ vật - bao gồm video, hình ảnh, âm thanh ghi âm, các thiết bị và trang phục, danh hiệu, và nghệ thuật - lịch sử quần vợt từ nguồn gốc đến thời kỳ hiện đại. Bộ sưu tập được trưng bày quanh năm trong 1200 m² của bảo tàng.

## Các thành viên được vinh danh

### Các tay vợt
| Tên                              | Quốc gia             | Thể loại                   | Năm được ghi danh | Chú thích |
| -------------------------------- | -------------------- | -------------------------- | ----------------- | --------- |
| Agassi, Andre                    | Hoa Kỳ               | Vận động viên gần đây      | 2011              | [ 4 ]     |
| Akhurst, Daphne                  | Úc                   | Vận động viên master       | 2013              | [ 5 ]     |
| Anderson, James                  | Úc                   | Vận động viên master       | 2013              | [ 6 ]     |
| Alexander, Frederick "Fred"      | Hoa Kỳ               | Vận động viên              | 1961              | [ 7 ]     |
| Allison, Wilmer                  | Hoa Kỳ               | Vận động viên              | 1963              | [ 8 ]     |
| Alonso, Manuel                   | Tây Ban Nha          | Vận động viên master       | 1977              | [ 9 ]     |
| Anderson, Malcolm                | Úc                   | Vận động viên master       | 2000              | [ 10 ]    |
| Ashe, Arthur                     | Hoa Kỳ               | Vận động viên gần đây      | 1985              | [ 11 ]    |
| Atkinson, Juliette               | Hoa Kỳ               | Vận động viên              | 1974              | [ 12 ]    |
| Austin, Henry "Bunny"            | Anh Quốc             | Vận động viên master       | 1997              | [ 13 ]    |
| Austin, Tracy                    | Hoa Kỳ               | Vận động viên gần đây      | 1992              | [ 14 ]    |
| Baddeley, Wilfred                | Anh Quốc             | Vận động viên master       | 2013              | [ 15 ]    |
| Barger-Wallach, Maud             | Hoa Kỳ               | Vận động viên              | 1958              | [ 16 ]    |
| Becker, Boris                    | Đức                  | Vận động viên gần đây      | 2003              | [ 17 ]    |
| Behr, Karl                       | Hoa Kỳ               | Vận động viên              | 1969              | [ 18 ]    |
| Betz Addie, Pauline              | Hoa Kỳ               | Vận động viên              | 1965              | [ 19 ]    |
| Bingley Hillyard, Blanche        | Anh Quốc             | Vận động viên master       | 2013              | [ 20 ]    |
| Bjurstedt Mallory, Molla         | Na Uy/Hoa Kỳ         | Vận động viên              | 1958              | [ 21 ]    |
| Borg, Björn                      | Thụy Điển            | Vận động viên gần đây      | 1987              | [ 22 ]    |
| Borotra, Jean                    | Pháp                 | Vận động viên master       | 1976              | [ 23 ]    |
| Bromwich, John                   | Úc                   | Vận động viên master       | 1984              | [ 24 ]    |
| Brookes, Norman                  | Úc                   | Vận động viên master       | 1977              | [ 25 ]    |
| Brough Clapp, Louise             | Hoa Kỳ               | Vận động viên              | 1967              | [ 26 ]    |
| Browne, Mary K.                  | Hoa Kỳ               | Vận động viên              | 1957              | [ 27 ]    |
| Brugnon, Jacques                 | Pháp                 | Vận động viên master       | 1976              | [ 28 ]    |
| Budge, John Donald "Don"         | Hoa Kỳ               | Vận động viên              | 1964              | [ 29 ]    |
| Bueno, Maria Esther              | Brazil               | Vận động viên gần đây      | 1978              | [ 30 ]    |
| Bundy Cheney, Dorothy            | Hoa Kỳ               | Vận động viên master       | 2004              | [ 31 ]    |
| Cahill, Mabel                    | Ireland              | Vận động viên              | 1976              | [ 32 ]    |
| Campbell, Oliver                 | Hoa Kỳ               | Vận động viên              | 1955              | [ 33 ]    |
| Capriati, Jennifer               | Hoa Kỳ               | Vận động viên gần đây      | 2012              | [ 34 ]    |
| Casals, Rosemary                 | Hoa Kỳ               | Vận động viên gần đây      | 1996              | [ 35 ]    |
| Chance, Malcolm                  | Hoa Kỳ               | Vận động viên              | 1961              | [ 36 ]    |
| Chang, Michael                   | Hoa Kỳ               | Vận động viên gần đây      | 2008              | [ 37 ]    |
| Clark, Clarence                  | Hoa Kỳ               | Vận động viên master       | 1983              | [ 38 ]    |
| Clark, Joseph                    | Hoa Kỳ               | Vận động viên              | 1955              | [ 39 ]    |
| Clijsters, Kim                   | Bỉ                   | Vận động viên gần đây      | 2017              | [ 40 ]    |
| Clothier, William                | Hoa Kỳ               | Vận động viên              | 1956              | [ 41 ]    |
| Cochet, Henri                    | Pháp                 | Vận động viên master       | 1976              | [ 42 ]    |
| Connolly Brinker, Maureen        | Hoa Kỳ               | Vận động viên              | 1968              | [ 43 ]    |
| Connors, James "Jimmy"           | Hoa Kỳ               | Vận động viên              | 1998              | [ 44 ]    |
| Cooper, Ashley                   | Úc                   | Vận động viên master       | 1991              | [ 45 ]    |
| Cooper Sterry, Charlotte         | Anh Quốc             | Vận động viên master       | 2013              | [ 46 ]    |
| Courier, Jim                     | Hoa Kỳ               | Vận động viên gần đây      | 2005              | [ 47 ]    |
| Coyne Long, Thelma               | Úc                   | Vận động viên master       | 2013              | [ 48 ]    |
| Crawford, Jack                   | Úc                   | Vận động viên master       | 1979              | [ 49 ]    |
| Davenport, Lindsay               | Hoa Kỳ               | Vận động viên gần đây      | 2014              | [ 50 ]    |
| Davidson, Owen                   | Úc                   | Vận động viên master       | 2010              | [ 51 ]    |
| Davidson, Sven                   | Thụy Điển            | Vận động viên master       | 2007              | [ 52 ]    |
| Davis, Dwight F.                 | Hoa Kỳ               | Vận động viên              | 1956              | [ 53 ]    |
| Dod, Charlotte "Lottie"          | Anh Quốc             | Vận động viên              | 1983              | [ 54 ]    |
| Doeg, John                       | Hoa Kỳ               | Vận động viên              | 1962              | [ 55 ]    |
| Doherty, Lawrence                | Anh Quốc             | Vận động viên              | 1980              | [ 56 ]    |
| Doherty, Reggie                  | Anh Quốc             | Vận động viên              | 1980              | [ 57 ]    |
| Douglass Chambers, Dorothea      | Anh Quốc             | Vận động viên              | 1981              | [ 58 ]    |
| Drobný, Jaroslav                 | Ai Cập               | Vận động viên master       | 1983              | [ 59 ]    |
| Dürr, Françoise                  | Pháp                 | Vận động viên master       | 2003              | [ 60 ]    |
| Dwight, James                    | Hoa Kỳ               | Vận động viên              | 1955              | [ 61 ]    |
| Edberg, Stefan                   | Thụy Điển            | Vận động viên gần đây      | 2004              | [ 62 ]    |
| Emerson, Roy                     | Úc                   | Vận động viên gần đây      | 1982              | [ 63 ]    |
| Etchebaster, Pierre              | Pháp                 | Court Tennis Vận động viên | 1978              | [ 64 ]    |
| Evert, Christine "Chris"         | Hoa Kỳ               | Vận động viên gần đây      | 1995              | [ 65 ]    |
| Falkenburg, Robert "Bob"         | Hoa Kỳ/Brazil        | Vận động viên              | 1974              | [ 66 ]    |
| Fernández, Beatriz "Gigi"        | Hoa Kỳ (Puerto Rico) | Vận động viên gần đây      | 2010              | [ 67 ]    |
| Fraser, Neale                    | Úc                   | Vận động viên master       | 1984              | [ 68 ]    |
| Fry-Irvin, Shirley               | Hoa Kỳ               | Vận động viên              | 1970              | [ 69 ]    |
| Garland, Chuck                   | Hoa Kỳ               | Vận động viên master       | 1969              | [ 70 ]    |
| Gibson, Althea                   | Hoa Kỳ               | Vận động viên              | 1971              | [ 71 ]    |
| Gimeno, Andres                   | Tây Ban Nha          | Vận động viên master       | 2009              | [ 72 ]    |
| Gonzalez, Richard "Pancho"       | Hoa Kỳ               | Vận động viên              | 1968              | [ 73 ]    |
| Goolagong Cawley, Evonne         | Úc                   | Vận động viên gần đây      | 1988              | [ 74 ]    |
| Gore, Arthur                     | Anh Quốc             | Vận động viên master       | 2006              | [ 75 ]    |
| Graf, Stefanie "Steffi"          | Đức                  | Vận động viên gần đây      | 2004              | [ 76 ]    |
| Grant, Bryan "Bitsy"             | Hoa Kỳ               | Vận động viên master       | 1972              | [ 77 ]    |
| Hackett, Harold                  | Hoa Kỳ               | Vận động viên              | 1961              | [ 78 ]    |
| Hall, David                      | Úc                   | Vận động viên gần đây      | 2015              | [ 79 ]    |
| Hansell, Ellen                   | Hoa Kỳ               | Vận động viên              | 1965              | [ 80 ]    |
| Hard, Darlene                    | Hoa Kỳ               | Vận động viên              | 1973              | [ 81 ]    |
| Hart, Doris                      | Hoa Kỳ               | Vận động viên              | 1969              | [ 82 ]    |
| Haydon Jones, Ann                | Anh Quốc             | Vận động viên              | 1985              | [ 83 ]    |
| Henin, Justine                   | Bỉ                   | Vận động viên gần đây      | 2016              | [ 84 ]    |
| Hingis, Martina                  | Thụy Sĩ              | Vận động viên gần đây      | 2013              | [ 85 ]    |
| Hoad, Lewis "Lew"                | Úc                   | Vận động viên master       | 1980              | [ 86 ]    |
| Hopman, Harry                    | Úc                   | Vận động viên master       | 1978              | [ 87 ]    |
| Hotchkiss Wightman, Hazel        | Hoa Kỳ               | Vận động viên              | 1957              | [ 88 ]    |
| Hovey, Frederick                 | Hoa Kỳ               | Vận động viên master       | 1974              | [ 89 ]    |
| Hunt, Joseph "Joe"               | Hoa Kỳ               | Vận động viên              | 1966              | [ 90 ]    |
| Hunter, Frank                    | Hoa Kỳ               | Vận động viên              | 1961              | [ 91 ]    |
| Hull Jacobs, Helen               | Hoa Kỳ               | Vận động viên              | 1962              | [ 92 ]    |
| Johnston, William "Bill"         | Hoa Kỳ               | Vận động viên              | 1958              | [ 93 ]    |
| Jones Farquhar, Marion           | Hoa Kỳ               | Vận động viên master       | 2006              | [ 94 ]    |
| King, Billie Jean Moffitt        | Hoa Kỳ               | Vận động viên gần đây      | 1987              | [ 95 ]    |
| Kodeš, Jan                       | Tiệp Khắc            | Vận động viên gần đây      | 1990              | [ 96 ]    |
| Koželuh, Karel                   | Tiệp Khắc            | Vận động viên master       | 2006              | [ 97 ]    |
| Krahwinkel Sperling, Hilde       | Đức                  | Vận động viên master       | 2013              | [ 98 ]    |
| Kramer, John Albert "Jack"       | Hoa Kỳ               | Vận động viên              | 1968              | [ 99 ]    |
| Kuerten, Gustavo "Guga"          | Brazil               | Vận động viên gần đây      | 2012              | [ 100 ]   |
| Lacoste, René                    | Pháp                 | Vận động viên master       | 1976              | [ 101 ]   |
| Larned, William "Bill"           | Hoa Kỳ               | Vận động viên              | 1956              | [ 102 ]   |
| Larsen, Arthur "Art"             | Hoa Kỳ               | Vận động viên              | 1969              | [ 103 ]   |
| Laver, Rodney "Rod"              | Úc                   | Vận động viên gần đây      | 1981              | [ 104 ]   |
| Lawford, Herbert                 | Anh Quốc             | Vận động viên master       | 2006              | [ 105 ]   |
| Lendl, Ivan                      | Tiệp Khắc/Hoa Kỳ     | Vận động viên gần đây      | 2001              | [ 106 ]   |
| Lenglen, Suzanne                 | Pháp                 | Vận động viên master       | 1978              | [ 107 ]   |
| Lott, George                     | Hoa Kỳ               | Vận động viên              | 1964              | [ 108 ]   |
| Mako, Constantine "Gene"         | Hoa Kỳ               | Vận động viên master       | 1973              | [ 109 ]   |
| Mandlíková, Hana                 | Tiệp Khắc/Úc         | Vận động viên gần đây      | 1994              | [ 110 ]   |
| Marble, Alice                    | Hoa Kỳ               | Vận động viên              | 1964              | [ 111 ]   |
| Mathieu, Simonne                 | Pháp                 | Vận động viên master       | 2006              | [ 112 ]   |
| Mauresmo, Amélie                 | Pháp                 | Vận động viên gần đây      | 2015              | [ 113 ]   |
| McEnroe, John                    | Hoa Kỳ               | Vận động viên gần đây      | 1999              | [ 114 ]   |
| McGregor, Kenneth "Ken"          | Úc                   | Vận động viên master       | 1999              | [ 115 ]   |
| McKane Godfree, Kathleen "Kitty" | Anh Quốc             | Vận động viên master       | 1978              | [ 116 ]   |
| McKinley, Charles Robert "Chuck" | Hoa Kỳ               | Vận động viên gần đây      | 1986              | [ 117 ]   |
| McLoughlin, Maurice              | Hoa Kỳ               | Vận động viên              | 1957              | [ 118 ]   |
| McMillan, Frew                   | Nam Phi              | Vận động viên gần đây      | 1992              | [ 119 ]   |
| McNeill, Don                     | Hoa Kỳ               | Vận động viên gần đây      | 1965              | [ 120 ]   |
| Moore, Elisabeth                 | Hoa Kỳ               | Vận động viên master       | 1971              | [ 121 ]   |
| Mortimer Barrett, Angela         | Anh Quốc             | Vận động viên master       | 1993              | [ 122 ]   |
| Mulloy, Gardnar                  | Hoa Kỳ               | Vận động viên gần đây      | 1972              | [ 123 ]   |
| Murray, R. Lindley               | Hoa Kỳ               | Vận động viên master       | 1958              | [ 124 ]   |
| Năstase, Ilie                    | Romania              | Vận động viên gần đây      | 1991              | [ 125 ]   |
| Navratilova, Martina             | Tiệp Khắc/Hoa Kỳ     | Vận động viên gần đây      | 2000              | [ 126 ]   |
| Newcombe, John                   | Úc                   | Vận động viên gần đây      | 1986              | [ 127 ]   |
| Noah, Yannick                    | Pháp                 | Vận động viên gần đây      | 2005              | [ 128 ]   |
| Novotná, Jana                    | Cộng hòa Séc         | Vận động viên gần đây      | 2005              | [ 129 ]   |
| Nüsslein, Hans                   | Đức                  | Vận động viên master       | 2006              | [ 130 ]   |
| Nuthall Shoemaker, Betty         | Anh Quốc             | Vận động viên master       | 1977              | [ 131 ]   |
| Olmedo, Alex                     | Peru/Hoa Kỳ          | Vận động viên master       | 1987              | [ 132 ]   |
| Orantes, Manuel                  | Tây Ban Nha          | Vận động viên master       | 2012              | [ 133 ]   |
| Osborne duPont, Margaret         | Hoa Kỳ               | Vận động viên gần đây      | 1967              | [ 134 ]   |
| Osuna, Rafael                    | Mexico               | Vận động viên gần đây      | 1979              | [ 135 ]   |
| Palfrey Danzig, Sarah            | Hoa Kỳ               | Vận động viên              | 1963              | [ 136 ]   |
| Parker, Frank                    | Hoa Kỳ               | Vận động viên              | 1966              | [ 137 ]   |
| Patterson, Gerald                | Úc                   | Vận động viên master       | 1989              | [ 138 ]   |
| Patty, John Edward "Budge"       | Hoa Kỳ               | Vận động viên gần đây      | 1977              | [ 139 ]   |
| Pell, Theodore                   | Hoa Kỳ               | Vận động viên master       | 1966              | [ 140 ]   |
| Perry, Frederick "Fred"          | Anh Quốc             | Vận động viên master       | 1975              | [ 141 ]   |
| Pettitt, Tom                     | Anh Quốc             | Court Tennis Vận động viên | 1982              | [ 142 ]   |
| Pietrangeli, Nicola              | Ý                    | Vận động viên gần đây      | 1986              | [ 143 ]   |
| Quist, Adrian                    | Úc                   | Vận động viên master       | 1984              | [ 144 ]   |
| Rafter, Patrick "Pat"            | Úc                   | Vận động viên gần đây      | 2006              | [ 145 ]   |
| Ralston, Dennis                  | Hoa Kỳ               | Vận động viên gần đây      | 1987              | [ 146 ]   |
| Renshaw, Ernest                  | Anh Quốc             | Vận động viên master       | 1983              | [ 147 ]   |
| Renshaw, William                 | Anh Quốc             | Vận động viên master       | 1983              | [ 148 ]   |
| Richards, Vincent                | Hoa Kỳ               | Vận động viên              | 1961              | [ 149 ]   |
| Richey, Nancy                    | Hoa Kỳ               | Vận động viên master       | 2003              | [ 150 ]   |
| Riggs, Robert "Bobby"            | Hoa Kỳ               | Vận động viên              | 1967              | [ 151 ]   |
| Roche, Anthony "Tony"            | Úc                   | Vận động viên gần đây      | 1986              | [ 152 ]   |
| Roddick, Andy                    | Hoa Kỳ               | Vận động viên gần đây      | 2017              | [ 153 ]   |
| Roosevelt, Ellen                 | Hoa Kỳ               | Vận động viên master       | 1975              | [ 154 ]   |
| Rose, Mervyn                     | Úc                   | Vận động viên master       | 2001              | [ 155 ]   |
| Rosewall, Kenneth "Ken"          | Úc                   | Vận động viên gần đây      | 1980              | [ 156 ]   |
| Round Little, Dorothy            | Anh Quốc             | Vận động viên master       | 1986              | [ 157 ]   |
| Ryan, Elizabeth                  | Hoa Kỳ               | Vận động viên master       | 1972              | [ 158 ]   |
| Sabatini, Gabriela               | Argentina            | Vận động viên gần đây      | 2006              | [ 159 ]   |
| Safin, Marat                     | Nga                  | Vận động viên gần đây      | 2016              | [ 160 ]   |
| Sampras, Pete                    | Hoa Kỳ               | Vận động viên gần đây      | 2007              | [ 161 ]   |
| Sánchez Vicario, Arantxa         | Tây Ban Nha          | Vận động viên gần đây      | 2007              | [ 162 ]   |
| Santana, Manuel                  | Tây Ban Nha          | Vận động viên gần đây      | 1984              | [ 163 ]   |
| Savitt, Richard "Dick"           | Hoa Kỳ               | Vận động viên gần đây      | 1976              | [ 164 ]   |
| Schroeder, Frederick "Ted"       | Hoa Kỳ               | Vận động viên              | 1966              | [ 165 ]   |
| Sears, Eleonora                  | Hoa Kỳ               | Vận động viên master       | 1968              | [ 166 ]   |
| Sears, Richard                   | Hoa Kỳ               | Vận động viên              | 1955              | [ 167 ]   |
| Sedgman, Frank                   | Úc                   | Vận động viên master       | 1979              | [ 168 ]   |
| Segura, Pancho                   | Ecuador              | Vận động viên master       | 1984              | [ 169 ]   |
| Seixas, Elias Victor "Vic"       | Hoa Kỳ               | Vận động viên gần đây      | 1971              | [ 170 ]   |
| Seles, Monica                    | Nam Tư/Hoa Kỳ        | Vận động viên gần đây      | 2009              | [ 171 ]   |
| Shields, Frank                   | Hoa Kỳ               | Vận động viên              | 1964              | [ 172 ]   |
| Shriver, Pamela "Pam"            | Hoa Kỳ               | Vận động viên gần đây      | 2002              | [ 173 ]   |
| Slocum, Henry                    | Hoa Kỳ               | Vận động viên              | 1955              | [ 174 ]   |
| Smith, Stanley "Stan"            | Hoa Kỳ               | Vận động viên gần đây      | 1987              | [ 175 ]   |
| Smith Court, Margaret            | Úc                   | Vận động viên gần đây      | 1979              | [ 176 ]   |
| Snow, Randy                      | Hoa Kỳ               | Vận động viên gần đây      | 2012              | [ 177 ]   |
| Stolle, Frederick "Fred"         | Úc                   | Vận động viên gần đây      | 1985              | [ 178 ]   |
| Sutton Bundy, May                | Hoa Kỳ               | Vận động viên              | 1956              | [ 179 ]   |
| Talbert, William "Bill"          | Hoa Kỳ               | Vận động viên              | 1967              | [ 180 ]   |
| Tilden, William "Bill"           | Hoa Kỳ               | Vận động viên              | 1959              | [ 181 ]   |
| Townsend Toulmin, Bertha         | Hoa Kỳ               | Vận động viên master       | 1974              | [ 182 ]   |
| Trabert, Anthony "Tony"          | Hoa Kỳ               | Vận động viên gần đây      | 1970              | [ 183 ]   |
| Turner Bowrey, Lesley            | Úc                   | Vận động viên master       | 1997              | [ 184 ]   |
| Van Ryn, John                    | Hoa Kỳ               | Vận động viên              | 1963              | [ 185 ]   |
| Vandierendonck, Chantal          | Hà Lan               | Vận động viên gần đây      | 2014              | [ 186 ]   |
| Vilas, Guillermo                 | Argentina            | Vận động viên gần đây      | 1991              | [ 187 ]   |
| Vines, Henry Ellsworth           | Hoa Kỳ               | Vận động viên              | 1962              | [ 188 ]   |
| von Cramm, Gottfried             | Đức                  | Vận động viên master       | 1977              | [ 189 ]   |
| Wade, Virginia                   | Anh Quốc             | Vận động viên gần đây      | 1989              | [ 190 ]   |
| Wagner, Marie                    | Hoa Kỳ               | Vận động viên master       | 1969              | [ 191 ]   |
| Ward, Holcombe                   | Hoa Kỳ               | Vận động viên              | 1956              | [ 192 ]   |
| Washburn, Watson                 | Hoa Kỳ               | Vận động viên              | 1965              | [ 193 ]   |
| Whitman, Malcolm                 | Hoa Kỳ               | Vận động viên              | 1955              | [ 194 ]   |
| Wilander, Mats                   | Thụy Điển            | Vận động viên gần đây      | 2002              | [ 195 ]   |
| Wilding, Anthony "Tony"          | New Zealand          | Vận động viên master       | 1978              | [ 196 ]   |
| Williams, Richard                | Hoa Kỳ               | Vận động viên              | 1957              | [ 197 ]   |
| Wills Moody Roark, Helen         | Hoa Kỳ               | Vận động viên              | 1959              | [ 198 ]   |
| Wood, Sidney                     | Hoa Kỳ               | Vận động viên              | 1964              | [ 199 ]   |
| Woodbridge, Todd                 | Úc                   | Vận động viên gần đây      | 2010              | [ 200 ]   |
| Woodforde, Mark                  | Úc                   | Vận động viên gần đây      | 2010              | [ 201 ]   |
| Wrenn, Robert "Bob"              | Hoa Kỳ               | Vận động viên              | 1955              | [ 202 ]   |
| Wright, Beals                    | Hoa Kỳ               | Vận động viên              | 1956              | [ 203 ]   |
| Wynne Bolton, Nancye             | Úc                   | Vận động viên master       | 2006              | [ 204 ]   |
| Zvereva, Natalya "Natasha"       | Belarus              | Vận động viên gần đây      | 2010              | [ 205 ]   |

### Những người có công lao trong quần vợt
| Tên                       | Tuổi      | Quốc gia  | Năm được ghi danh | Chú thích |
| ------------------------- | --------- | --------- | ----------------- | --------- |
| Adams, Russ               | 1930–     | Hoa Kỳ    | 2007              | [ 206 ]   |
| Adee, George              | 1874–1948 | Hoa Kỳ    | 1964              | [ 207 ]   |
| Baker, Lawrence           | 1890–1980 | Hoa Kỳ    | 1975              | [ 208 ]   |
| Barrett, John             | 1931–     | Anh Quốc  | 2014              | [ 209 ]   |
| Bollettieri, Nick         | 1931–     | Hoa Kỳ    | 2014              | [ 210 ]   |
| Brown Grimes, Jane        |           | Hoa Kỳ    | 2014              | [ 211 ]   |
| Buchholz, Jr., Earl       | 1940–     | Hoa Kỳ    | 2005              | [ 212 ]   |
| Chatrier, Philippe        | 1926–2000 | Pháp      | 1992              | [ 213 ]   |
| Clerici, Gianni           | 1930–     | Ý         | 2006              | [ 214 ]   |
| Collins, Arthur "Bud"     | 1929–     | Hoa Kỳ    | 1994              | [ 215 ]   |
| Cullman III, Joseph       | 1912–2004 | Hoa Kỳ    | 1990              | [ 216 ]   |
| Danzig, Allison           | 1898–1987 | Hoa Kỳ    | 1968              | [ 217 ]   |
| Davies, Michael           | 1936–     | Wales     | 2012              | [ 218 ]   |
| David, Herman             | 1905–1974 | Anh Quốc  | 1998              | [ 219 ]   |
| Dell, Donald              | 1937–     | Hoa Kỳ    | 2009              | [ 220 ]   |
| Drysdale, Cliff           | 1941-     | Nam Phi   | 2013              | [ 221 ]   |
| Gray, David               | 1927–1983 | Anh Quốc  | 1985              | [ 222 ]   |
| Griffin, Clarence         | 1888–1973 | Hoa Kỳ    | 1970              | [ 223 ]   |
| Gustav V của Thụy Điển    | 1858–1950 | Thụy Điển | 1980              | [ 224 ]   |
| Hardwick, Derek           | 1921–1987 | Anh Quốc  | 2010              | [ 225 ]   |
| Heldman, Gladys           | 1922–2003 | Hoa Kỳ    | 1979              | [ 226 ]   |
| Hester, William           | 1912–1993 | Hoa Kỳ    | 1981              | [ 227 ]   |
| Hunt, Lamar               | 1932–2006 | Hoa Kỳ    | 1993              | [ 228 ]   |
| Johnson, Robert           | 1899–1971 | Hoa Kỳ    | 2009              | [ 229 ]   |
| Jones, Perry              | 1890–1970 | Hoa Kỳ    | 1970              | [ 230 ]   |
| Kelleher, Robert          | 1913–2012 | Hoa Kỳ    | 2000              | [ 231 ]   |
| Kellmeyer, Fern "Peachy"  | 1944–     | Hoa Kỳ    | 2011              | [ 232 ]   |
| Laney, Al                 | 1895–1988 | Hoa Kỳ    | 1979              | [ 233 ]   |
| Martin, Alastair          | 1915–2010 | Hoa Kỳ    | 1973              | [ 234 ]   |
| Maskell, Dan              | 1908–1992 | Anh Quốc  | 1996              | [ 235 ]   |
| McChesney Martin, William | 1906—1998 | Hoa Kỳ    | 1982              | [ 236 ]   |
| McCormack, Mark           | 1930–2003 | Hoa Kỳ    | 2008              | [ 237 ]   |
| Myrick, Julian            | 1880–1969 | Hoa Kỳ    | 1963              | [ 238 ]   |
| Nielsen, Arthur           | 1923–1980 | Hoa Kỳ    | 1971              | [ 239 ]   |
| Outerbridge, Mary         | 1852–1886 | Hoa Kỳ    | 1979              | [ 240 ]   |
| Parks, Brad               | 1957–     | Hoa Kỳ    | 2010              | [ 241 ]   |
| Pasarell, Charlie         | 1944–     | Hoa Kỳ    | 2013              | [ 242 ]   |
| Scott, Eugene "Gene"      | 1937–2006 | Hoa Kỳ    | 2008              | [ 243 ]   |
| Tingay, Lance             | 1915–1990 | Anh Quốc  | 1982              | [ 244 ]   |
| Tinling, Ted              | 1910–2000 | Anh Quốc  | 1986              | [ 245 ]   |
| Ţiriac, Ion               | 1939-     | Romania   | 2013              | [ 246 ]   |
| Tobin, Brian              | 1930–     | Úc        | 2003              | [ 247 ]   |
| Van Alen, James           | 1902–1991 | Hoa Kỳ    | 1965              | [ 248 ]   |
| Wingfield, Walter Clopton | 1833–1912 | Anh Quốc  | 1997              | [ 249 ]   |

### Quốc gia
| Quốc gia               | Số lượng thành viên |
| ---------------------- | ------------------- |
| Hoa Kỳ                 | 134                 |
| Úc                     | 32                  |
| Anh Quốc               | 29                  |
| Pháp                   | 11                  |
| Tiệp Khắc/Cộng hòa Séc | 6                   |
| Thụy Điển              | 5                   |
| Tây Ban Nha            | 5                   |
| Đức                    | 5                   |
| Hà Lan                 | 3                   |
| Argentina              | 2                   |
| Bỉ                     | 2                   |
| Brasil                 | 2                   |
| Ý                      | 2                   |
| Nam Phi                | 2                   |
| România                |                     |
| Belarus                | 1                   |
| Ecuador                | 1                   |
| Ai Cập                 | 1                   |
| Ireland                | 1                   |
| México                 | 1                   |
| New Zealand            | 1                   |
| Na Uy                  | 1                   |
| Perú                   | 1                   |
| Puerto Rico            | 1                   |
| Thụy Sĩ                | 1                   |
| / Serbia/Nam Tư        | 1                   |